# Charles Marston

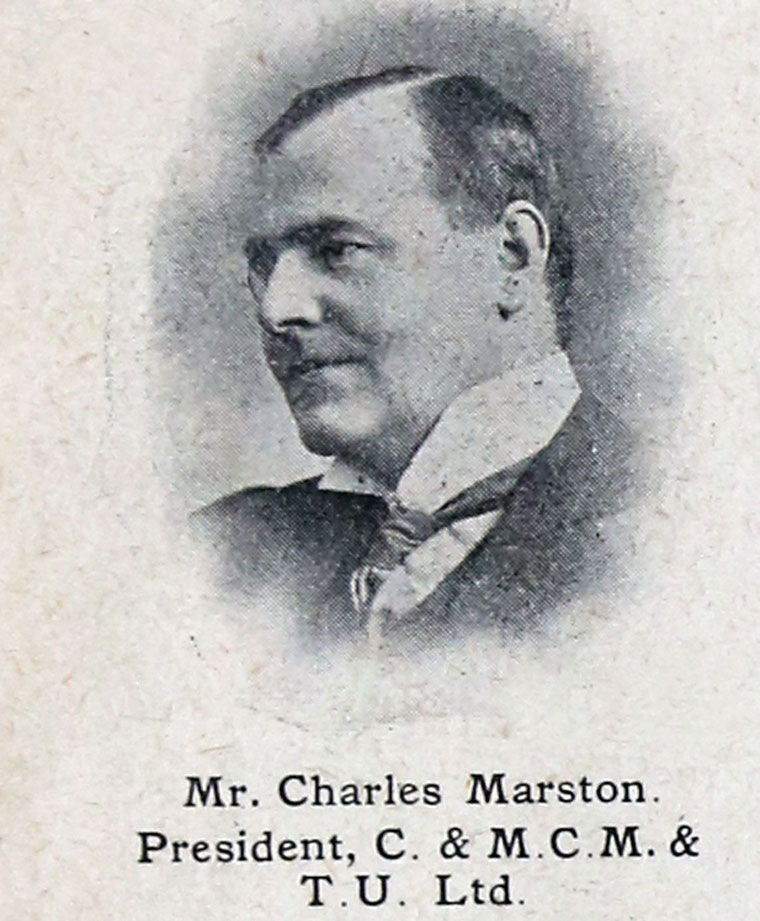
Charles Marston

Sir Charles Marston (6 april 1867 - 21 mei 1946) was een Brits ondernemer, amateurarcheoloog en Bijbelkenner.

## Persoonlijk leven
Marston was de zoon van een rijke landeigenaarsfamilie van Normandische afkomst, waarvan de Britse wortels terug te voeren zijn tot 1202. Zijn ouders waren John Marston en Ellen Edge. De Marston familie woonde in "the Oaks", een Victoriaans huis aan Merridale Road in Wolverhampton met een grote tuin. Merridale Road lag indertijd nog aan de rand van de stad. In 1885 werd Charles leerling in het bedrijf van zijn vader, dat op dat moment een van de grootste fabrikanten van "Japanning" emailleerwerk van het Verenigd Koninkrijk was, maar al snel bekend werd als de fietsfabriek "The Sunbeam". Charles studeerde daarnaast scheikunde aan het Mason College, dat tegenwoordig deel uitmaakt van de Universiteit van Birmingham. De mannelijke leden van de Marston familie waren enthousiaste fietsers en tricyclisten. Charles verhaalde in zijn dagboek over dagtrips waarbij de mannen hele afstanden aflegden met hun twee- en driewielers, terwijl de dames in rijtuigen volgden. De familie had een zomerhuis in Colwyn Bay (Wales) waar ze in de zomer veel tijd doorbrachten. In 1900 verhuisde het gezin naar "the Gables" aan Wood Road in de wijk Tettenhall. Het huis heette oorspronkelijk "Glen Bank". Er lag grond omheen en een stuk bos. De familie Marston leefde "op stand". Zo werd de 21e verjaardag van Charles in 1888 gevierd met een groot feest. Charles schreef hierover in zijn dagboek. Hij kreeg een biljet van tien Pond, gouden manchetknopen, een gouden dasspeld en een met goud ingelegde leren tas. Op de fabriek werden drie grote ballonnen opgelaten. 's Avonds volgde een diner met een muziekband in het Star & Garter Hotel, met het voltallige 200-koppige personeel als gast. Van het personeel kreeg Charles een gouden horloge met inscriptie en een bijbel. Vanaf die dag eindigde zijn leerlingschap en kreeg hij een maandsalaris van acht pond, dat al snel werd verhoogd naar vijftien pond. In 1918 overleed Charles' broer Roland, derde zoon van John en Ellen en beoogd opvolger van zijn vader. John Marston kwam deze klap niet te boven en overleed daags na de begrafenis. Zes weken later overleed ook moeder Ellen. Sunbeam was inmiddels in financiële problemen gekomen, deels door het wegvallen van de oorlogsproductie, deels door achterstallige betalingen van diezelfde oorlogsproductie. 

## Werk

### Sunbeam
Na 1885 begon de populariteit van het emailleerwerk te dalen, maar rijwielen waren juist in opkomst, en veel mensen drongen er bij John Marston op aan ze te gaan produceren. Naar verluidt nam hij het besluit om fietsen te gaan produceren tijdens een fietsrit naar huis met zijn zoon Charles. In 1887 bouwde William Newill, de voorman uit de fabriek, een speciale fiets voor vader Marston. Hij was afgewerkt met de "Japanning" techniek met een zwarte ondergrond en gouden biezen. Marston was zo verguld met deze fiets dat hij overwoog hem in productie te nemen. Het verhaal gaat dat Ellen de zon zag weerspiegelen in de glanzende lak, en zo de naam "The Sunbeam" bedacht. Deze naam werd in 1888 geregistreerd. De fabriek werd omgedoopt tot "Sunbeamland". Aanvankelijk wilde Marston zich richten op de productie van tricycles, die in die tijd nog zeer populair waren en bovendien meer geschikt werden geacht voor dames dan de tot dan toe gebruikelijke Penny-farthings, maar de veiligheidsfiets van John Kemp Starley uit 1885 maakte het fietsen veel eenvoudiger en daarmee populairder. Dit was het type fiets dat geschikt was voor de productie bij "Sunbeam". Halverwege 1887 gaf Marston een van zijn werknemers opdracht te berekenen wat een overstap naar de fietsproductie zou kosten. In december van hetzelfde jaar werd de eerste fiets geproduceerd. Na het overlijden van zijn broer Roland en zijn beide ouders in 1918 werd Charles ook verantwoordelijk voor de restanten van Sunbeam. Hij had echter zijn handen vol aan zijn eigen bedrijf, dat inmiddels "Villiers Cycle Components" heette. Bovendien zou er veel erfbelasting moeten worden betaald. Hij verkocht de fietsen- en motorfietsentak "John Marston Ltd." aan een consortium van munitieproducenten die goed aan de oorlog verdiend hadden en een goede investering voor het verdiende kapitaal zochten. De autofabriek "The Sunbeam Motor Car Company Ltd." bleef in handen van de familie Marston, maar werd geleid door W.M. Lliff en Louis Coatalen. 

### Villiers
In 1898 liep de fietsverkoop bij Sunbeam zó goed, dat er behoefte bestond aan de toelevering van onderdelen, zoals pedalen. Vader Marston stuurde zijn zoon Charles naar de Verenigde Staten om daar op zoek te gaan naar de beste pedalen én de machines om ze te produceren. Charles vond wat hij zocht bij Pratt & Whitney en kwam thuis met tekeningen om pedalen te produceren. De machines werden besteld maar pasten niet in de fabriek in Paul Street. Daarom werd een werkplaats van Edward Bullivant, een ander "Japanning" bedrijf aan Villiers Street, gekocht. Villiers Cycle Components kwam onder leiding van Charles te staan. Villiers zou aanvankelijk pedalen en andere onderdelen voor Sunbeam-fietsen maken, maar men produceerde meer dan voor Sunbeam nodig was, en daarom ging men al snel aan andere fabrikanten leveren. In 1902 kocht Charles het bedrijf Villiers Cycle Components van zijn vader voor 6.000 Pond. In dat jaar werd ook het gepatenteerde "Free Wheel" ontwikkeld, een vrijloopnaaf voor fietsen die door alle fabrikanten werd ingekocht. De vraag was zo groot dat de pedalenproductie moest worden beëindigd. In 1912 ging men motorblokken maken en het eerste blokje, dat in 1913 op de markt kwam, was zeer succesvol. Toch gebeurde het tegen de zin van Charles. Het was een idee dat al vaker in het bestuur besproken was, er was al een mislukt prototype gemaakt en men was het er over eens dat er vraag zou zijn naar eenvoudige, lichte en goedkope motorfietsen. Frank Farrer wilde een tweetaktmotor maken, een concept dat in die tijd als "mislukt" te boek stond, want tweetaktmotoren werden nauwelijks toegepast. Viertaktmotoren maakten juist snelle ontwikkelingen door. Farrer hield voet bij stuk en Charles Marston schreef een werkopdracht waarin hij letterlijk schreef: "To oblige Mr. Farrer make him a two-stroke engine!" (Maak een tweetaktmotor om Mr. Farrer te plezieren!). Niemand in het bedrijf was enthousiast voor het project, en de testmachine kreeg de onvriendelijke bijnaam "Flying Bedstead". Na de proefrit was Farrer echter nog enthousiaster. Terecht, want de Villiers tweetaktmotoren werden zeer gewild als inbouwmotor en bij het bedrijfsjubileum in 1948 waren er meer dan 750.000 verkocht. Ook de Villiers-vliegwielmagneet werd over de hele wereld beroemd. Tot aan de Tweede Wereldoorlog was Villiers een grote leverancier van vrijloopnaven voor fietsen. Vlak na de oorlog bereikte de productie van vrijloopnaven haar hoogtepunt met 80.000 exemplaren per week en meer dan 4 miljoen per jaar. Ze werden over de hele wereld geëxporteerd. Na het overlijden van Charles Marston groeide het zelfs nog, tot het in 1957 fuseerde met JAP en in 1964 opging in Norton-Villiers. 

## Archeologie
Hoewel Charles geen professioneel archeoloog was, had hij veel interesse in de oudheid en archeologie en de positie van Bijbelse geschriften in relatie tot de oudheid (Bijbelse archeologie). Hij was lid van de "Society of Antiquaries of London", een wetenschappelijk genootschap waar hij zichzelf de kennis over deze onderwerpen bijbracht. Hij steunde en nam zelf deel aan een aantal opgravingen van John Garstang in Jericho in de jaren dertig en was een van de hoofdsponsors van het "Palestine Exploration Fund", dat de topografie en de etnografie van Palestina in het Ottomaanse Rijk onderzocht. Hij was voorzitter van de "Shropshire Archaeological Society" en gaf financiële steun aan haar opgravingen in Palestina vanaf 1929. 

## Geloof
Charles was ook gelovig en wijdde al in zijn jeugd een groot deel van zijn tijd aan Bijbelstudie. Hij was geen vrijzinnig protestant, maar ook geen fundamentalist, maar plaatste zichzelf in het "midden". Charles vond dat de kennis van de oudheid in relatie tot de Bijbelse geschriften nog onvoldoende was om een van beide groeperingen te steunen. Daarom plaatste hij zichzelf in het "midden". Wel was hij overtuigd aanhanger van het Brits Israëlisme en het creationisme. Charles Marston publiceerde twee werken over Bijbelse archeologie: "The Bible is True" (1934) en "The Bible is Alive" (1937). Van 1942 tot aan zijn dood was hij voorzitter van het "Victoria Institute", waarin een aantal wetenschappers waren verzameld die kritisch stonden tegenover het Darwinisme. Hij was ook Ridder van de orde van Sint-Jan. 